# محطم القلوب
محطم القلوب هو فيلم من نوع كوميديا رومانسية أُصدر في 1972. الفيلم من إنتاج وتوزيع تونتيث سينتشوري فوكس. وهو من إخراج إيلين مي، أما السيناريو فكان من كتابة نيل سيمون.

## القصة
تقع أحداث الفيلم في نيويورك. بعد علاقة خطوبة قصيرة، يتزوج ليني كانترو المنغمس في ذاته وبائع السلع الرياضية من ليلا، وهي شابة جادة تتوقع التزاماً عاطفياً طويل الأمد من ليني. خلال شهر عسلهما في ميامي بيتش، يلتقي ليني بـ ”كيلي كوركوران“ الجميلة، وهي طالبة جامعية تقضي إجازتها مع والديها الأثرياء. عندما تتعرض ليلى لحروق الشمس الشديدة، يحجرها ليني في غرفتهما بالفندق بينما ينخرط في سلسلة من اللقاءات مع كيلي، ويكذب على ليلى بشأن مكان وجوده ويختلق قصصًا غريبة لتفسير سبب تأخره. يخبر ليني كيلي أنها هي المرأة التي كان ”ينتظرها“ طوال حياته، وأنه فقط ”أخطأ في توقيت علاقتهما“. بعد لقائه مع كيلي عدة مرات على مدار ثلاثة أيام فقط، ينهي ليني زواجه باندفاع من أجل ملاحقة كيلي غير المبالية، تاركًا ليلى محطمة القلب بعد خمسة أيام فقط من الزواج.

## طاقم التمثيل
- سيبيل شيبيرد
- دوريس روبرتس
- إدي ألبرت
- Art Metrano [الإنجليزية]‏
- Jeannie Berlin [الإنجليزية]‏
- Audra Lindley [الإنجليزية]‏
- تشارلز غرودن

## وصلات خارجية
- محطم القلوب على موقع IMDb (الإنجليزية)
- محطم القلوب على موقع ميتاكريتيك (الإنجليزية)
- محطم القلوب على موقع روتن توميتوز (الإنجليزية)
- محطم القلوب على موقع ألو سيني (الفرنسية)
- محطم القلوب على موقع Turner Classic Movies (الإنجليزية)
- محطم القلوب على موقع أول موفي (الإنجليزية)
- محطم القلوب على موقع فيلمافينيتي (الإسبانية)
- محطم القلوب على موقع قاعدة بيانات الأفلام السويدية (السويدية)
- محطم القلوب على موقع قاعدة بيانات الفيلم (الإنجليزية)
- محطم القلوب على موقع ليتربوكسد (الإنجليزية)